# Небраска (фільм)
Небраска (англ. Nebraska) — американська драма режисера Александера Пейна, що вийшла 2013 року. У головних ролях Брюс Дерн, Вілл Форте.
Сценаристом був Боб Нельсон, продюсером — Альберт Берґер і Рон Єркса. Вперше фільм продемонстрували 23 травня 2013 року у Франції на Каннському кінофестивалі.
В Україні у кінопрокаті фільм не демонструвався.
Озвучений українською 4 березня 2014 року київською студією «Омікрон» на замовлення Гуртом..

## Сюжет
Вуді Ґрант вже літній і самотній чоловік часто п'є, і все чіткіше з'являються симптоми хвороби Альцгеймера. Одного дня йому приходить листівка, що повідомляє Вуді про те, що він виграв 1 млн $ на тоталізаторі. Проте гроші можна забрати лише приїхавши в Лінкольн, штат Небраска. Вуді разом зі своїм сином Девідом вирушають з Біллінгса, штат Монтана, щоб отримати виграш.

## У ролях
| Актор              | Персонаж                      | Роль                               |
| ------------------ | ----------------------------- | ---------------------------------- |
| Брюс Дерн          | Вуді Ґрант англ. Woody Grant  | переможець на тоталізаторі         |
| Вілл Форте         | Девід Ґрант англ. David Grant | син Вуді                           |
| Джун Сквібб        | Кейт Ґрант англ. Kate Grant   | дружина Вуді, мати Девіда та Росса |
| Боб Оденкерк       | Росс Ґрант англ. Ross Grant   | син Вуді                           |
| Стейсі Кіч         | Ед Пеґрам англ. Ed Pegram     | давній бізнес-партнер Вуді         |
| Мері Луїза Вільсон | Марта англ. Martha            | сестра Вуді                        |
| Ренс Говард        | Рей англ. Ray                 | брат Вуді                          |

## Сприйняття

### Критика
Фільм отримав позитивні відгуки: Rotten Tomatoes дав оцінку 91 % на основі 186 відгуків від критиків (середня оцінка 8/10) і 88 % від глядачів із середньою оцінкою 4,1/5 (19,792 голоси). Загалом на сайті фільми має позитивний рейтинг, фільму зарахований «стиглий помідор» від кінокритиків і «попкорн» від глядачів, Internet Movie Database — 8,1/10 (5 444 голоси), Metacritic — 86/100 (45 відгуків критиків) і 8,0/10 від глядачів (48 голосів). Загалом на цьому ресурсі від критиків і від глядачів фільм отримав позитивні відгуки.

### Касові збори
Під час показу у США, що розпочався 13 листопада 2013 року, протягом першого тижня фільм показали у 4 кінотеатрах і він зібрав 140,401 $, що на той час дозволило йому зайняти 26 місце серед усіх прем'єр. Станом на 16 січня 2014 року показ фільму триває 63 днів (9 тижнів) і за цей час фільм зібрав у прокаті у США 8,774,717  доларів США при бюджеті 12 млн $.

### Нагороди й номінації[11]
| Рік  | Нагорода                                           | Категорія                                      | Номінант        | Результат |
| ---- | -------------------------------------------------- | ---------------------------------------------- | --------------- | --------- |
| 2013 | Каннський кінофестиваль                            | Приз за найкращу чоловічу роль                 | Брюс Дерн       | Перемога  |
| 2013 | Каннський кінофестиваль                            | Золота пальмова гілка                          | Александер Пейн | Номінація |
| 2013 | Національна рада кінокритиків США                  | Найкращий актор                                | Брюс Дерн       | Перемога  |
| 2013 | Національна рада кінокритиків США                  | Найкращий актор другого плану                  | Вілл Форте      | Перемога  |
| 2013 | Національна рада кінокритиків США                  | Найкращі десять фільмів                        | стрічка         | Перемога  |
| 2014 | 71-ша церемонія вручення нагороди «Золотий глобус» | Найкращий фільм — комедія або мюзикл           | стрічка         | Номінація |
| 2014 | 71-ша церемонія вручення нагороди «Золотий глобус» | Найкраща чоловіча роль — комедія або мюзикл    | Брюс Дерн       | Номінація |
| 2014 | 71-ша церемонія вручення нагороди «Золотий глобус» | Найкраща жіночу роль другого плану — кінофільм | Джун Сквібб     | Номінація |
| 2014 | 71-ша церемонія вручення нагороди «Золотий глобус» | Найкраща режисерська робота                    | Александер Пейн | Номінація |
| 2014 | 71-ша церемонія вручення нагороди «Золотий глобус» | Найкращий сценарій                             | Боб Нельсон     | Номінація |

### Виноски
1. 1 2 3  Nebraska: Release Info (англ.). Internet Movie Database. Процитовано 18 січня 2014.
2. 1 2 3  Nebraska (англ.). The Numbers. Процитовано 18 січня 2014.
3. 1 2  Nebraska (англ.). Box Office Mojo. Процитовано 18 січня 2014.
4. 1 2  Nebraska (англ.). Internet Movie Database. Процитовано 18 січня 2014.
5. ↑  Nebraska (англ.). AllMovie. Процитовано 18 січня 2014.
6. ↑  Nebraska: Full Cast & Crew (англ.). Internet Movie Database. Процитовано 18 січня 2014.
7. ↑  Небраска. Премьеры (рос.). КиноПоиск. Процитовано 18 січня 2014.
8. ↑  Озвучення фільмів українською[недоступне посилання]
9. ↑  Nebraska (англ.). Rotten Tomatoes. Процитовано 18 січня 2014.
10. ↑  Nebraska (англ.). Metacritic. Процитовано 18 січня 2014.
11. ↑  Nebraska: Awards (англ.). Internet Movie Database. Процитовано 18 січня 2014.